# 惠贞书院
宁波市惠贞书院创办于1995年，由以范鸿龄先生为首的香港范氏家族和宁波市人民政府共同出资建设，原名育才实验学校。惠贞书院共有两个校区，集小学、初中、高中为一体。其中小学学制五年，初中学制四年，高中学制三年。